# Liao-Gräber von Yemaotai
Koordinaten: 42° 19′ 3″ N, 122° 52′ 35″ O
Die Liao-Gräber von Yemaotai bzw. Kitan-Gräber von Yemaotai (chinesisch 叶茂台辽墓, Pinyin Yèmàotái Liáomù) in der Großgemeinde Yemaotai des Kreises Faku der Provinz Liaoning, China, wurden 1974 ausgegraben. Sie enthielten 300 Grabbeigaben: Seidenbilder, Seidenstoffe, Porzellan, Lackwaren und andere Kulturgüter. Die Seidenbilder und Lackwaren wurden alle in den zentralen Gebieten Chinas hergestellt.
Die Gräber stehen seit 2001 auf der Liste der Denkmäler der Volksrepublik China (5-156).